# 罗喜闻
罗喜闻（1888年—1972年），名承鼎、以字行，湖南华容人。

## 生平
罗喜闻早年毕业于湖南西路师范学堂，1920年前往法国勤工俭学。1924年返回中国，任华容县劝学所所长。1927年赴上海国立劳动大学任教。1929年任浙江省政府设计委员会经济调查统计所所长。1933年赴南京建设委员会任职。抗日战争期间，于1939年任国民政府军事委员会政治部设计委员。1942年赴昆明，任中法大学训导长、文学院院长。1945年辞职返乡。次年出任南县私立湖西中学校长。
中华人民共和国成立后，担任重工业部教育顾问，并兼任重工业部子弟学校温泉中学校长。后又任北京市第四十七中学校长。1954年起被聘为北京文史研究馆馆员。1972年逝世。